# Philipp Sageder
Philipp Sageder (* 15. Februar 1979 in Linz) ist ein österreichischer Jazzmusiker (Gesang, Komposition).

## Wirken
Sageder studierte bis zum Abschluss 2004 Jazzgesang an der Anton-Bruckner-Privatuniversität Linz. Weiterhin unterzog er sich einer Ausbildung am Complete Vocal Institute in Kopenhagen.
Sageder gehört seit 2003 zum Vocal Groove Project Bauchklang, mit dem er vier Studioalben vorlegte und mehr als 900 Konzerte in 90 Ländern gab; es wurde mit mehreren Amadeus-Awards ausgezeichnet. Weiterhin trat er in Solo-Konzerten im Musikverein Wien, im Theater Rampe Stuttgart und andernorts auf. Als Solist spielte er mit der Jazz Bigband Graz das Album The Space Between Us (2023) ein.
2008 komponierte Sageder gemeinsam mit Johannes Berauer für die Linzer Klangwolke das Stück „Herzfluss“.
Als Lehrer ist Sageder am Institut für Popularmusik in Wien der Universität für Musik und darstellende Kunst Wien tätig.